# K-54
K-54 (frem til 1977 var navnet K-33) var en sovjetisk atomdrevet undervandsbåd af typen Projekt 658 (NATO-rapporteringsnavn "Hotel II"). Skibet var tilknyttet Nordflåden og havde pennantnummereret 921. 
K-54 blev bygget på Fabrik nummer 902 i Severodvinsk i Sovjetunionen som en Hotel I-klasse undervandsbåd. Undervandsbåden blev søsat den 6. august 1960 og hejste kommando den 5. juli 1961. I 1964 undergik K-54 en modernisering og blev derefter betegnet som projekt "658M" (Hotel II). Den primære opgradering af undervandsbåden bestod i installationen af et nyt missilsystem, der gjorde undervandsbåden i stand til at affyre sine missiler, mens den var neddykket. Skibet udgik fra tjeneste i 1990. 
I sin karriere var undervandsbåden en del af to forskellige kontroversielle episoder.

## Kattegatepisoden
Den 12. april 1963 kolliderede K-33 med det finske handelsskib M/S Finnclipper i Kattegat.
M/S Finnclipper, som var ejet af Enso Gutzeit, var på vej til USA med en last på 6.000 ton papir. Da skibet nåede det nordlige Kattegat var det tåget, besætningen bemærkede klokken 11.05 en motorlyd fra skibets bagbord side, kort efter dukkede en undervandsbåd frem af tågen. Finnclipper drejede kraftigt mod styrbord og forsøgte at undgå en kollision, men det var ikke muligt at undgå ubåden.
Finnclipper vendte tilbage til undervandsbåden for at se om der var behov for assistance. To russiske officerer fortalte den finske kaptajn at undervandsbåden havde lidt større skade på skroget og at skibssiden var blevet trykket ind. De sovjetiske officerer afslørede ikke skibets identitet, men fortalte dog at ubåden tilhørte Warszawapagten. Finnerne kunne dog tydeligt aflæse pennantnummeret 921 på ubådens tårn.
K-33 var på vej til en patrulje i Nordatlanten. Det finske fartøj var i stand til at fortsætte sin sejlads over Atlanterhavet, selvom skibet havde slået læk. K-33 humpede tilbage til Murmansk på trods af sine store skader. Kaptajnen på det finske handelsskib, Runar Lindholm, afgav søforklaring ved ankomsten til New York, men den efterfølgende rapport forblev hemmeligstemplet i 44 år, frem til 2007. Sovjetunionen benægtede, at der var tale om en atomubåd på trods af finnernes sikre identifikation. Der har været spekulationer om hvorvidt episoden blev hemmeligholdt på grund af en finsk-sovjetiske traktat fra 1948, som forhindrede finnerne i at fortælle historien til medierne.
Den 4. april 2007 udgav den finske kaptajn og marineforfatter Jaakko Varimaa, som på tidspunktet var førstestyrmand på samme skib, bogen Sukellusvene sumussa ("Undervandsbåd i tågen"), hvorved episoden blev offentligt kendt.
Enkelte russiske kilder hævder, at K-33 var dokket ved Nordflåden i perioden 25. oktober 1962 til 29. december 1964.  I samme kilde nævnes det dog senere, at K-33 var på vej til en patrulje i Atlanterhavet.

## Uheld i Arktis
I 1965 var K-33 involveret i et radioaktivt uheld i Arktis i forbindelse med en hermetisk forsegling af skibets kernebrændsel.